# José Alcántara Almánzar

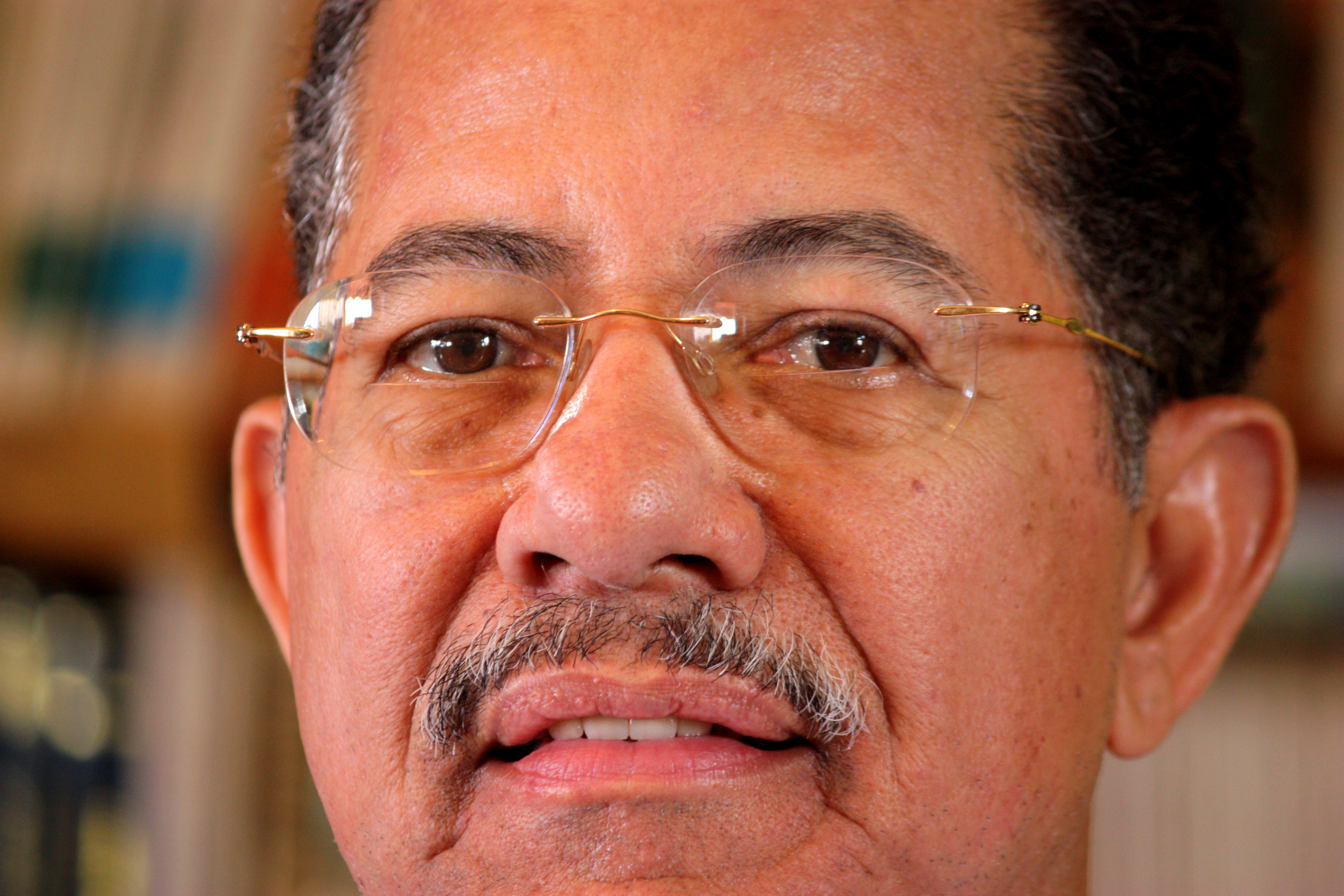
José Alcántara Almánzar

José Alcántara Almánzar (* 2. Mai 1946 in Santo Domingo) ist ein dominikanischer Erzähler, Essayist, Literaturkritiker, Soziologe und Hochschullehrer.

## Leben
Alcántara besuchte das Colegio La Milagrosa (1952–56) und das Colegio Don Bosco (1956–60) und studierte Mathematik und Physik am Liceo Nocturno Eugenio María de Hostos (Abschluss 1962) sowie Soziologie an der Universidad Autónoma de Santo Domingo (1966–72). Er arbeitete von 1962 bis 1965 in der Firma Jaime Méndez Sucs und bis 1969 in der staatlichen Stadtplanung. Von 1969 bis 1973 war er Professor für Englisch, Französisch, dominikanische Geschichte, spanische, dominikanische und lateinamerikanische Literatur am Colegio Loyola und unterrichtete von 1972 bis 1974 Spanisch für Ausländer am Instituto Cultural Domínico. Von 1974 bis 1975 war er Exekutivdirektor der Stiftung Vita Dominicana.
Als Professor für Soziologie unterrichtete Alcántara an der Universidad Autónoma de Santo Domingo (1973), der Universidad Nacional Pedro Henríquez Ureña (1974–1984) und am Instituto Tecnológico de Santo Domingo (1981–2001); 1987–88 hatte er außerdem eine Fulbright-Professur am Stillman College in Tuscaloosa, Alabama, inne. Seit 1995 ist er im Kultusministerium verantwortlich für die Biblioteca “Juan Pablo Duarte”, seit 1996 auch für das Museo Numismático y Filatélico.
Neben Prosawerken veröffentlichte Alcántara mehrere Anthologien dominikanischer Literatur, literaturtheoretische und -kritische Schriften. Er erhielt 1984 und 1990 den Premio Anual de Cuento des Sekretariats für Erziehung und Kultur, den Premio a la Excelencia Periodista (1996) und den Caonabo de Oro in der Kategorie Schriftsteller (1998). 2009 erhielt er den Nationalpreis für Literatur.

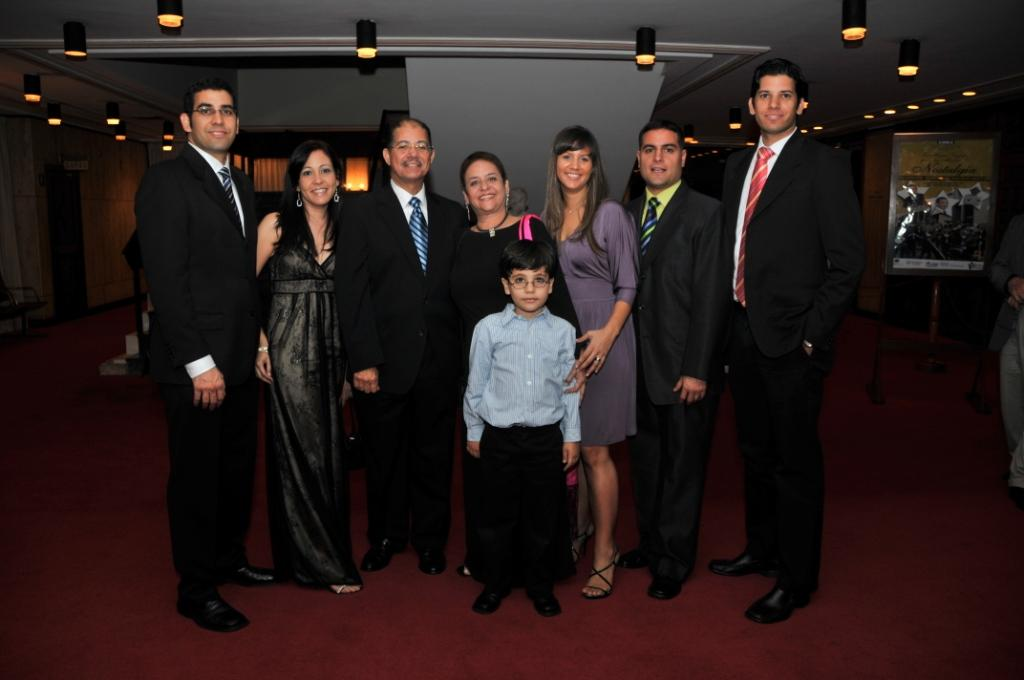
Mit seiner Familie im Nationaltheater, wo er den Nationalpreis für Literatur gewann (2009)

## Preise und Auszeichnungen
- Premio Anual de Cuento 1984, por el libro Las máscaras de la seducción.
- Premio Anual de Cuento 1990, por el libro La carne estremecida.
- Premio a la Excelencia Periodista J. Arturo Pellerano Alfau como crítico (1996).
- Caonabo de Oro como escritor (1998).
- Medalla al Mérito «Virgilio Díaz Grullón» (2008).
- Premio Nacional de Literatura 2009.
- Pluma de la Excelencia como escritor (2010).
- Un Día con un Autor y su Obra (2010), en el Instituto Tecnológico de Santo Domingo.

## Anthologien und Schriften
- Antología de la literatura dominicana (1972).
- Viaje al otro mundo (1973).
- Callejón sin salida (1975).
- Testimonios y profanaciones (1978).
- Estudios de poesía dominicana (1979).
- Caribbean Writers: A Bio-bibliographical Critical Encyclopedia. Editor: Donald E. Herdeck; colaboradores: Maurice Lubin, Jhon Figueroa, Dorothy A. Figueroa, José Alcántara Almánzar (1979).
- Imágenes de Héctor Incháustegui Cabral (1980).
- Las máscaras de la seducción (1983).
- Narrativa y sociedad en Hispanoamérica (1984).
- La carne estremecida (1989).
- Los escritores dominicanos y la cultura (1990).
- El sabor de lo prohibido. Antología personal de cuentos (1993).
- Dos siglos de literatura dominicana. Siglos XIX y XX. Poesía y prosa (en colaboración con Manuel Rueda, 1996).
- Panorama sociocultural de la República Dominicana (en español, inglés y francés, 1997). La segunda edición de esta obra, auspiciada por la Embajada de la República Dominicana en Francia, fue puesta en circulación el 25 de septiembre de 2014, en la sede de esta legación.
- La aventura interior (1997).
- Antología mayor de la literatura dominicana. Siglos XIX y XX. Poesía y prosa, en colaboración con Manuel Rueda (2000).
- Huella y memoria. E. León Jimenes: Un siglo en el camino nacional(1903-2003), en colaboración con Ida Hernández Caamaño (2003).
- Presagios de la noche (2005).
- Catálogo de la Colección del Banco Central, en colaboración con Luis José Bourget (2010).
- El lector apasionado [Ensayos sobre literatura] (2010).
- Palabras andariegas: Escritos sobre literatura y arte (2011).
- Espejos de agua. Cuentos escogidos (2016).
- Cuentos para jóvenes (2017).
- Reflejos del siglo veinte dominicano (2017).
- Where the Dream Ends. Editores: Lizabeth Paravisini-Gebert & Cecilia Graña-Rosa; Traducción: Lizabeth Paravisin-Gebert (2018).
- Hijos del silencio. Ensayos (2018).
- Memoria esquiva (2021).
- Manuel Rueda, único (2021).